# Chris Hemsworth
Christopher Hemsworth (ur. 11 sierpnia 1983 w Melbourne) – australijski aktor telewizyjny i filmowy. Występował w roli komiksowego bohatera Marvela, Thora w produkcjach franczyzy Filmowego Uniwersum Marvela oraz roli Kima Hyde’a w australijskiej operze mydlanej Zatoka serc. Brat Liama i Luke’a.
23 maja 2024 otrzymał własną gwiazdę w Alei Gwiazd w Los Angeles znajdującej się przy 6819 Hollywood Boulevard.

## Życiorys

### Wczesne lata
Urodził się i wychował w Melbourne, w Australii, jako syn Leony (z domu van Os), nauczycielki języka angielskiego, i Craiga Hemswortha, doradcy społeczno-usługowego. Dorastał także w Outback w Bulman ze starszym bratem Lukiem (ur. 5 listopada 1981) i młodszym Liamem (ur. 13 stycznia 1990). Ze strony matki jest pochodzenia holenderskiego, a ze strony ojca brytyjskiego i niemieckiego.
Od wczesnej młodości fascynowały go sztuki walki, trenował boks i kick-boxing. Uczęszczał do Heathmont Secondary College w Melbourne. Później przeniósł się z rodziną do Phillip Island, na południe od Melbourne. Studiował w Screenwise Film & TV School for Actors w Sydney.

### Kariera
Po raz pierwszy został zaangażowany do roli aktorskiej Króla Artura w dwóch odcinkach serialu Guinevere Jones (2002) na podstawie legend arturiańskich z udziałem Damiena Bodiego. W jednym z odcinków opery mydlanej Sąsiedzi (2002) wystąpił jako Jamie Kane, który pracuje w hurtowni części samochodowych Moco. W serialu Sądny dzień (2002) pojawił się jako smyk. W 2004 bez powodzenia brał udział w przesłuchaniach do roli Robbiego Huntera w operze mydlanej Zatoka serc (Home and Away). Później powrócił tam, z sukcesem pretendując do roli Kima Hyde. Po wygranym castingu przeniósł się do Sydney, aby dołączyć do obsady serialu. Za rolę w produkcji był dwukrotnie nominowany do nagrody Logie Award, którą zdobył w 2005. Opuścił Zatokę serc 3 lipca 2007. Hemsworth ujawnił później, że chociaż stał się rozpoznawalny, jego praca w tej produkcji nie przyniosła mu szacunku branży filmowej. Od 26 września do 7 listopada 2006 uczestniczył w piątej edycji programu Dancing with the Stars; w parze z profesjonalną tancerką Abbey Ross zajął piąte miejsce.

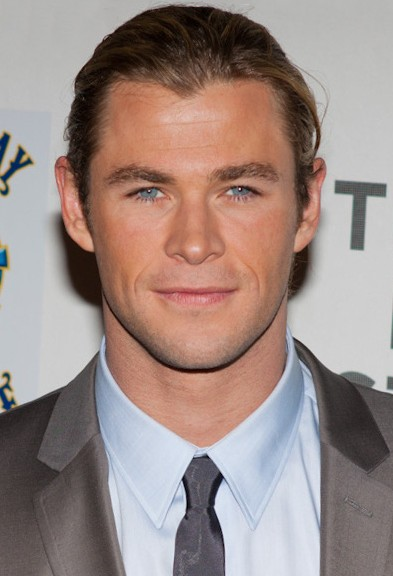
Hemsworth na Tribeca Film Festival (2012)

W początkowych scenach filmu J.J. Abramsa Star Trek (2009) zagrał George’a Kirka, ojca Jamesa T. Kirka. Rola została początkowo zaoferowana Mattowi Damonowi, który odmówił; Abrams docenił przejęcie tej roli przez Hemswortha. Wystąpił potem w dreszczowcu Wyspa strachu (A Perfect Getaway, 2009), horrorze Dom w głębi lasu (The Cabin in the Woods, 2011), produkowanym przez Jossa Whedona, i remake’u filmu Czerwony świt (Red Dawn, 2012).
W niezależnym dreszczowcu kryminalnym Gotówka (Ca$h, 2010) u boku Seana Beana przyjął rolę Sama Phelana, młodego człowieka z ekonomicznymi problemami. W wywiadach zza kulis, reżyser filmu, Stephen Milburn Anderson stwierdził, że Hemsworth był w Stanach Zjednoczonych jedynie przez sześć tygodni, kiedy wziął udział w przesłuchaniu do roli. W listopadzie 2010 czasopismo „The Hollywood Reporter” nazwało Hemswortha jednym z młodych aktorów płci męskiej, którzy są „pchani” do przejęcia Hollywood jako nowi na „A-List”. Redakcja MTV Networks NextMovie.com nazwała go jedną z „nowych gwiazd do obejrzenia w 2011”.

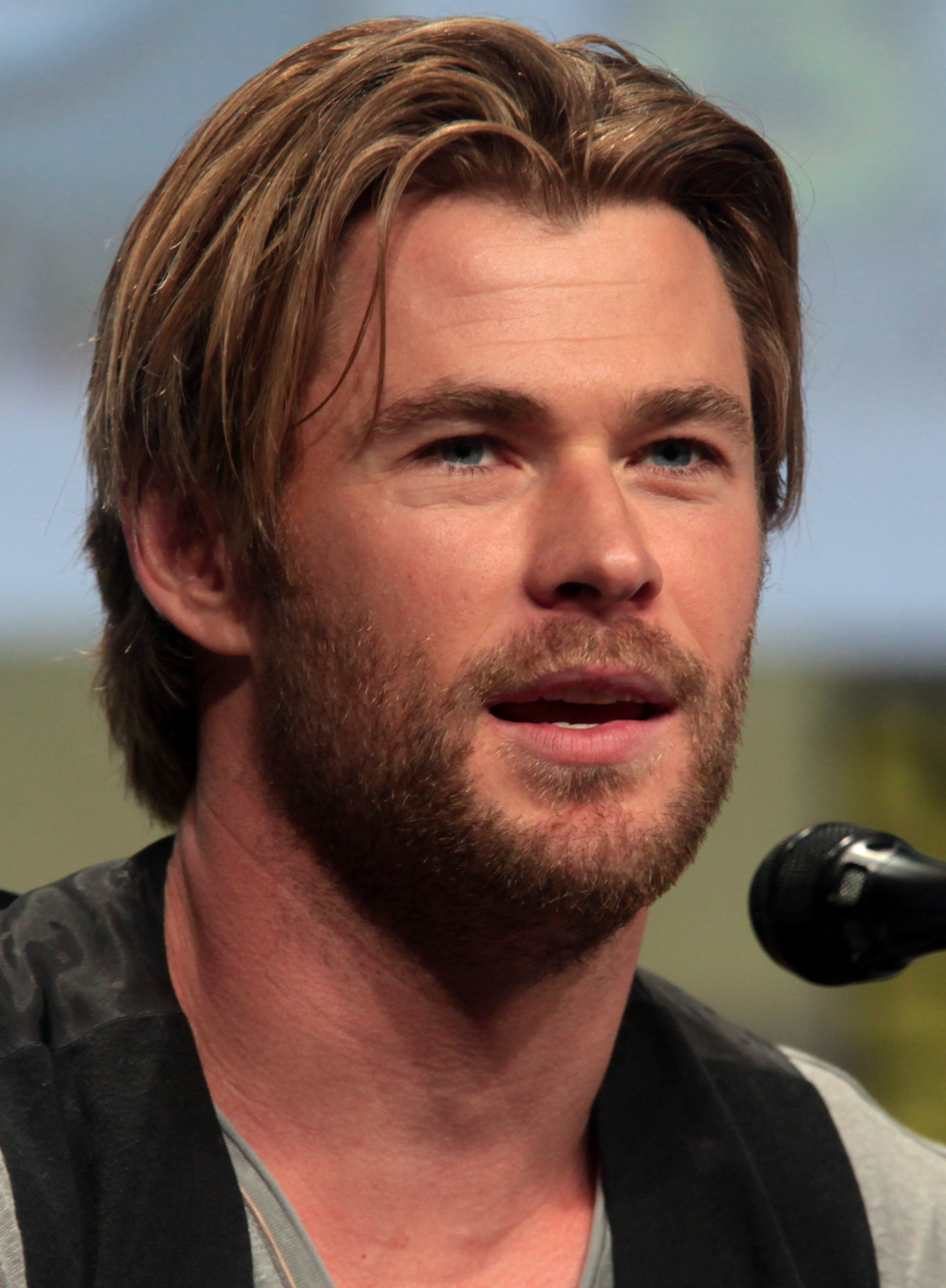
Hemsworth na San Diego Comic-Con International (2014)

Przełomem w jego hollywoodzkiej karierze stała się rola superbohatera Thora w filmowej adaptacji komiksu Marvel o tym samym tytule Thor (2011). Początkowo, jego brat, Liam, dotarł do finałowej czwórki kandydatów do roli, a Chris nie wpisał się na listę, ale dostał tę rolę, kiedy reżyser Kenneth Branagh postanowił ponownie ocenić wcześniejszych kandydatów. Jego matka pomogła mu z realizacją taśmy na przesłuchanie, grając w niej Odyna. Hemsworth zaplanował też ponowne wcielenie się w Thora w filmie Avengers (2012), tworzonym na podstawie komiksu Marvela o drużynie superbohaterów zebranej do ochrony Ziemi.
W biograficznym dramacie sportowym Wyścig (Rush, 2013) wcielił się w postać Jamesa Hunta. W 2014 magazyn „People” koronował go „najseksowniejszym mężczyzną świata”, a w 2016 „Vanity Fair” określił go mianem najprzystojniejszego aktora. Hemsworth za swoją najgorszą rolę uważa postać Nicka Hathawaya w dreszczowcu Michaela Manna Haker (2015), za którą był nominowany do Teen Choice Awards. W 2020 został globalnym ambasadorem perfum Boss Bottled.
Był na okładkach magazynów, takich jak „The Hollywood Reporter” (w kwietniu 2011), „Flaunt” (w kwietniu 2011), „Men’s Health” (w maju 2011), „GQ”(w maju 2011), „Out” (w maju 2012), „August Man” (w czerwcu 2012), „Esquire” (we wrześniu 2013), „Backstage” (we wrześniu 2013), „Details” (w listopadzie 2013), „Details” (w czerwcu 2008, we wrześniu 2008, w sierpniu 2011), „Parade” (w czerwcu 2009), „GQ” (w kwietniu 2010), „InStyle” (w marcu 2014), „Vanity Fair” (w styczniu 2016), „Muscle & Fitness” (w sierpniu 2016) i „Vogue” (w listopadzie 2017 z Cate Blanchett).
Serwis streamingowy oszacował, że film Tyler Rake: Ocalenie (Extraction, 2020) w ciągu pierwszych czterech tygodni odtworzono na Netflixie  ponad 90 mln razy, co oznacza, że produkcja okazała się największą premierą filmową w historii platformy.

## Życie prywatne
Na początku 2010, poprzez wspólnego przyjaciela, poznał aktorkę Elsa Pataky. Pierwszy raz pokazali się publicznie razem 25 września 2010 na imprezie organizowanej przez LACMA w Los Angeles. Pobrali się 26 grudnia 2010. Mają troje dzieci, córkę Indię Rose (ur. 11 maja 2012) i synów-bliźniaków, Tristiana i Sashę (ur. 18 marca 2014).
Otwarcie deklaruje swoje poparcie dla ruchu feministycznego.

## Filmografia
| Rok  | Tytuł                         | Rola                       |
| ---- | ----------------------------- | -------------------------- |
| 2009 | Star Trek                     | George Kirk                |
| 2009 | Wyspa strachu                 | Kale                       |
| 2010 | Ca$h                          | Sam Phelan                 |
| 2011 | Thor                          | Thor                       |
| 2011 | Dom w głębi lasu              | Curt                       |
| 2012 | Avengers                      | Thor                       |
| 2012 | Czerwony świt                 | Jed Eckert                 |
| 2012 | Królewna Śnieżka i Łowca      | Łowca                      |
| 2013 | W ciemność: Star Trek         | George Kirk                |
| 2013 | Wyścig                        | James Hunt                 |
| 2013 | Thor: Mroczny świat           | Thor                       |
| 2015 | Avengers: Czas Ultrona        | Thor                       |
| 2015 | W nowym zwierciadle: Wakacje  | Stone Crandall, mąż Audrey |
| 2015 | W samym sercu morza           | Owen Chase                 |
| 2015 | Haker                         | Nick Hathaway              |
| 2016 | Łowca i Królowa Lodu          | Łowca (Eryk)               |
| 2016 | Ghostbusters: Pogromcy duchów | Kevin                      |
| 2016 | Doktor Strange                | Thor                       |
| 2017 | Thor: Ragnarok                | Thor                       |
| 2018 | 12 Strong                     | Mitch Nelson               |
| 2018 | Avengers: Wojna bez granic    | Thor                       |
| 2018 | Źle się dzieje w El Royale    | Bill Lee                   |
| 2019 | Avengers: Koniec gry          | Thor                       |
| 2019 | Men in Black: International   | Agent H                    |
| 2020 | Tyler Rake: Ocalenie          | Tyler Rake                 |
| 2022 | Thor: Miłość i grom           | Thor                       |
| 2023 | Tyler Rake 2                  | Tyler Rake                 |
| 2024 | Furiosa: Saga Mad Max         | Dementus                   |
| 2024 | Transformers: Początek        | Orion Pax/Optimus Prime    |